# Producto de decaimiento

Productos de decaimiento intermedios de la cadena de desintegración desde plomo 212 hasta plomo 208.

En física nuclear, un producto de decaimiento (también conocido como producto hijo, isótopo hijo o nucleido hijo) es el nucleido restante de un decaimiento radiactivo. A menudo, este decaimiento procede de una secuencia de pasos denominada cadena de desintegración. Por ejemplo, el uranio 238 (238U) decae a 
torio 234 (234Th), el cual a su vez decae a protactinio 234m (234mPa), que también decae, y así sucesivamente, hasta el plomo 206 (206Pb, que es estable):
{\displaystyle {\mbox{U 238}}\rightarrow \overbrace {\underbrace {\mbox{Th 234}} _{\mbox{hijo del U 238}}\rightarrow \underbrace {\mbox{Pa 234m}} _{\mbox{nieto del U 238}}\rightarrow \ldots \rightarrow {\mbox{Pb 206}}} ^{\begin{array}{c}{\mbox{Productos de decaimiento del U 238}}\end{array}}}
En este ejemplo:
- 234Th, 234mPa,…,206Pb son los productos de decaimiento de 238U.
- 234Th es el hijo del padre 238U.
- 234mPa (234 metaestable) es el nieto de 238U.

A estos isótopos podría denominárseles también productos hijos de 238U.
Los productos de decaimiento son importantes para comprender la desintegración radiactiva y la administración de residuos radiactivos.
Para elementos de número atómico superior al del plomo, la cadena de desintegración típicamente termina en un isótopo de talio o de plomo.
En muchos casos, los miembros de la cadena de desintegración son mucho más radiactivos que el nucleido original. Así, a pesar de que el uranio no es peligrosamente radiactivo estando puro, algunos minerales naturales como la pechblenda son bastante peligrosos, a causa de su contenido de radio. De modo parecido, los capuchones nuevos de las lámparas de gas, que contienen torio, son muy ligeramente radiactivos, pero después de unos cuantos meses de almacenamiento disminuyen su radiactividad.
A pesar de que no se pueda pronosticar si cualquier átomo dado de una sustancia radiactiva decae en determinado tiempo, los productos de decaimiento de una sustancia radiactiva son fácilmente previsibles. Debido a esto, tales productos son importantes para los científicos de muchas especialidades que necesitan saber la cantidad o el tipo del producto padre. Tales estudios se efectúan para medir niveles de contaminación (en y alrededor de instalaciones nucleares) y para otros propósitos.